# العلاقات الإماراتية الصربية
العلاقات الإماراتية الصربية هي العلاقات الثنائية التي تجمع بين الإمارات العربية المتحدة وصربيا.

## مقارنة بين البلدين
هذه مقارنة عامة ومرجعية للدولتين:
| وجه المقارنة                                              | الإمارات العربية المتحدة | صربيا                                                      |
| --------------------------------------------------------- | ------------------------ | ---------------------------------------------------------- |
| المساحة (كم2)                                             | 83.60 ألف                | 88.36 ألف                                                  |
| عدد السكان (نسمة)                                         | 9.40 مليون               | 7.02 مليون                                                 |
| الكثافة السكانية (ن./كم²)                                 | 112.44                   | 79.45                                                      |
| العاصمة                                                   | أبو ظبي                  | بلغراد                                                     |
| اللغة الرسمية                                             | اللغة العربية            | اللغة الصربية                                              |
| العملة                                                    | درهم إماراتي             | دينار صربي                                                 |
| الناتج المحلي الإجمالي (بليون دولار)                      | 382.58 مليار             | 41.43 مليار                                                |
| الناتج المحلي الإجمالي (تعادل القوة الشرائية) بليون دولار | 640.72 مليار             | 100.13 مليار                                               |
| الناتج المحلي الإجمالي الاسمي للفرد دولار أمريكي          | 40.44 ألف                | 5.24 ألف                                                   |
| الناتج المحلي الإجمالي للفرد دولار أمريكي                 | 67.67 ألف                | 13.59 ألف                                                  |
| مؤشر التنمية البشرية                                      | 0.835                    | 0.771                                                      |
| رمز المكالمات الدولي                                      | +971                     | +381                                                       |
| رمز الإنترنت                                              | .ae، .امارات             | .rs، .срб ‏                                                 |
| المنطقة الزمنية                                           | ت ع م+04:00              | توقيت وسط أوروبا، ت ع م+01:00، ت ع م+02:00، أوروبا/بلغراد ‏ |

## منظمات دولية مشتركة
يشترك البلدان في عضوية مجموعة من المنظمات الدولية، منها:
| علم المنظمة | اسم المنظمة                               | تاريخ انضمام الإمارات العربية المتحدة | تاريخ انضمام صربيا |
| ----------- | ----------------------------------------- | ------------------------------------- | ------------------ |
|             | مؤسسة التنمية الدولية                     | 23 ديسمبر 1981                        | 25 فبراير 1993     |
|             | يونسكو                                    | 20 أبريل 1972                         | 20 ديسمبر 2000     |
|             | وكالة ضمان الاستثمار متعدد الأطراف        | 20 أكتوبر 1993                        | 19 مارس 1993       |
|             | الأمم المتحدة                             | 9 ديسمبر 1971                         | 1 نوفمبر 2000      |
|             | الفريق المعني برصد الأرض                  | ?                                     | ?                  |
|             | الاتحاد البريدي العالمي                   | ?                                     | ?                  |
|             | البنك الدولي للإنشاء والتعمير             | 22 سبتمبر 1972                        | 25 فبراير 1993     |
|             | المنظمة الهيدروغرافية الدولية             | ?                                     | ?                  |
|             | الاتحاد الدولي للاتصالات                  | 27 يونيو 1972                         | 1 يونيو 2001       |
|             | منظمة حظر الأسلحة الكيميائية              | ?                                     | ?                  |
|             | مؤسسة التمويل الدولية                     | 30 سبتمبر 1977                        | 25 فبراير 1993     |
|             | المركز الدولي لتسوية المنازعات الاستشارية | 22 يناير 1982                         | 8 يونيو 2007       |
|             | منظمة الشرطة الجنائية الدولية             | ?                                     | ?                  |

## وصلات خارجية
- موقع وزارة الخارجية الإماراتية
- موقع وزارة الخارجية الصربية